# 剑南道
剑南道，唐贞观元年（627年）所划分十道之一，为地理区划名称。治所位于益州成都府。因位于剑门关以南，故名。开元年间置剑南节度使，为节度使名，又为地理区划名。辖境相当今四川省大部，云南省澜沧江、哀牢山以东及贵州省北端、甘肃省文县一带。安史之乱后，乾元元年（758年）分为西川节度使和东川节度使。

## 辖州
- 益州蜀郡（成都府），治所在蜀县，领10县
- 彭州蒙阳郡，治所在九陇县，领4县
- 蜀州唐安郡，治所在晋原县，领4县
- 汉州德阳郡，治所在雒县，领5县
- 嘉州犍为郡，治所在龙游县，领8县
- 眉州通义郡，治所在通义县，领5县
- 邛州临邛郡，治所在临邛县，领7县
- 简州阳安郡，治所在阳安县，领3县
- 资州资阳郡，治所在盘石县，领8县
- 巂州越巂郡，治所在越巂县，领9县
- 雅州卢山郡，治所在严道县，领5县
- 黎州洪源郡，治所在汉源县，领3县
- 茂州通化郡，治所在汶山县，领4县
- 翼州临翼郡，治所在卫山县（翼针），领3县
- 维州维川郡，治所在薛城县，领3县
- 戎州南溪郡，治所在僰道县，领5县
- 姚州云南郡，治所在姚城县，领3县
- 松州交川郡，治所在嘉诚县，领4县
- 当州江源郡，治所在通轨县，领3县
- 悉州归诚郡，治所在左封县，领2县
- 静州静川郡，治所在悉唐县，领3县
- 柘州蓬山郡，治所在柘县，领2县
- 恭州恭化郡，治所在和集县（广平县），领3县
- 保州天保郡（云山郡），治所在定廉县，领4县，原称奉州，沦陷于吐蕃，收复后改名保州
- 真州昭德郡，治所在真符县，领4县
- 霸州静戎郡，领4县
- 乾州，领2县
- 梓州梓潼郡，治所在郪县，领9县
- 遂州遂宁郡，治所在方义县，领5县
- 绵州巴西郡，治所在巴西县，领8县
- 剑州普安郡，治所在普安县，领8县
- 合州巴中郡，治所在石镜县，领6县
- 龙州应灵郡，治所在江油县，领2县
- 普州安岳郡，治所在安岳县，领6县
- 渝州南平郡，治所在巴县，领5县
- 陵州仁寿郡，治所在仁寿县，领5县
- 荣州和义郡，治所在旭川县，领6县
- 昌州，治所在昌元县，领4县
- 泸州泸川郡，治所在泸川县，领5县
- 保宁都护府